# Ủy ban Quản lý vốn nhà nước tại doanh nghiệp
}}
Ủy ban Quản lý vốn nhà nước tại doanh nghiệp hay Ủy ban Quản lý vốn nhà nước là cơ quan thuộc Chính phủ Việt Nam; được Chính phủ giao thực hiện quyền, trách nhiệm của đại diện chủ sở hữu nhà nước đối với doanh nghiệp do Nhà nước nắm giữ 100% Vốn điều lệ và phần vốn nhà nước đầu tư tại Công ty cổ phần, Công ty trách nhiệm hữu hạn hai thành viên trở lên theo quy định của pháp luật.
Ủy ban Quản lý vốn nhà nước tại doanh nghiệp có tên giao dịch quốc tế là Commission for the Management of State Capital at Enterprises, viết tắt là CMSC.
Ngày 28 tháng 2 năm 2025, thực hiện chủ trương, định hướng của Đảng và Nhà nước về đổi mới, sắp xếp bộ máy theo hướng "Tinh - Gọn - Mạnh - Hiệu năng - Hiệu lực - Hiệu quả chỉ đạo của Ban Chỉ đạo Trung ương, Ban Chỉ đạo Chính phủ về tổng kết việc thực hiện Nghị quyết số 18-NQ/TW ngày 25/10/2017 của Ban Chấp hành Trung ương Đảng khóa XII, Ủy ban kết thúc hoạt động và chuyển chức năng, nhiệm vụ thực hiện quyền đại diện chủ sở hữu đối với 18 Tập đoàn, Tổng công ty về Bộ Tài chính.

## Lịch sử
Ủy ban Quản lý vốn nhà nước tại doanh nghiệp được thành lập trên cơ sở Nghị quyết số 09/NQ-CP ngày 03 tháng 2 năm 2018 do Thủ tướng Chính phủ Nguyễn Xuân Phúc ký.

## Mục đích
Theo Thủ tướng Chính phủ Nguyễn Xuân Phúc nói vào ngày 12.2.2018, việc thành lập ủy ban là để tách bạch giữa quản lý Nhà nước và quản lý vốn. Mục tiêu của Uỷ ban trong thời gian sắp tới là: Đẩy mạnh cổ phần hóa dựa trên nguyên tắc công khai, minh bạch, lên sàn chứng khoán, đặc biệt chú trọng việc phòng chống lợi ích nhóm, tham nhũng trong tất cả các hoạt động, các khâu của cổ phần hóa. Ngoài ra cần hạn chế tối đa những tiêu cực trong DNNN, giảm chi phí bất hợp lý, xảy ra do các tình trạng "sân sau", "cha chung không ai khóc".

## Nhiệm vụ và quyền hạn
Xây dựng và tổ chức triển khai thực hiện chiến lược, kế hoạch, chương trình
1. Xây dựng và trình Chính phủ, Thủ tướng Chính phủ chiến lược tổng thể đầu tư phát triển doanh nghiệp thuộc phạm vi quản lý của Ủy ban theo chiến lược, kế hoạch phát triển kinh tế - xã hội, quy hoạch được cấp có thẩm quyền quyết định.
2. Xây dựng và trình Chính phủ, Thủ tướng Chính phủ kế hoạch hoạt động dài hạn, 05 năm và hằng năm của Ủy ban và các chương trình theo quy định của pháp luật.
3. Tổ chức triển khai thực hiện chiến lược, kế hoạch, chương trình về quản lý vốn nhà nước tại doanh nghiệp đã được cấp có thẩm quyền phê duyệt.
Thực hiện nhiệm vụ và quyền hạn của cơ quan đại diện chủ sở hữu theo quy định của pháp luật
1. Đề xuất cấp có thẩm quyền ban hành, sửa đổi, bổ sung điều lệ của doanh nghiệp nhà nước do Thủ tướng Chính phủ quyết định thành lập giao Ủy ban làm đại diện chủ sở hữu.
2. Tham mưu, giúp Thủ tướng Chính phủ thực hiện các quyền, trách nhiệm đối với doanh nghiệp do Ủy ban làm đại diện chủ sở hữu:
a) Chủ trì, phối hợp với Bộ Tài chính, Bộ Kế hoạch và Đầu tư trình Thủ tướng Chính phủ quyết định đầu tư vốn nhà nước để thành lập doanh nghiệp theo quy định của Luật quản lý, sử dụng vốn nhà nước đầu tư vào sản xuất, kinh doanh tại doanh nghiệp;
b) Chủ trì, phối hợp với Bộ Kế hoạch và Đầu tư, Bộ Tài chính và các cơ quan có liên quan trình Thủ tướng Chính phủ quyết định tổ chức lại, chuyển đổi sở hữu, giải thể và yêu cầu phá sản doanh nghiệp do Thủ tướng Chính phủ quyết định thành lập;
c) Chủ trì, phối hợp với Bộ Tài chính trình Thủ tướng Chính phủ quyết định vốn điều lệ khi thành lập và điều chỉnh vốn điều lệ của doanh nghiệp do Thủ tướng Chính phủ quyết định thành lập;
d) Chủ trì, phối hợp với Bộ Kế hoạch và Đầu tư, Bộ Tài chính và các cơ quan có liên quan trình Thủ tướng Chính phủ phê duyệt chiến lược, kế hoạch đầu tư phát triển và kế hoạch sản xuất, kinh doanh 05 năm của doanh nghiệp do Thủ tướng Chính phủ quyết định thành lập;
đ) Chủ trì, phối hợp với Bộ Nội vụ trình Thủ tướng Chính phủ quyết định quy hoạch, bổ nhiệm, bổ nhiệm lại, miễn nhiệm, chấp thuận từ chức, điều động, luân chuyển, khen thưởng, kỷ luật, thôi việc, nghỉ hưu Chủ tịch Hội đồng thành viên của doanh nghiệp do Thủ tướng Chính phủ quyết định thành lập;
Chủ trì, phối hợp với Bộ Nội vụ trình Thủ tướng Chính phủ quyết định bổ nhiệm Chủ tịch Hội đồng thành viên của doanh nghiệp do Thủ tướng Chính phủ quyết định thành lập sau khi có ý kiến thống nhất của tập thể Ban cán sự đảng Chính phủ theo quy định tại điều lệ của doanh nghiệp.
Chủ trì, phối hợp với Bộ Nội vụ trình Thủ tướng Chính phủ quyết định bổ nhiệm Tổng giám đốc Tổng công ty Đầu tư và Kinh doanh vốn nhà nước sau khi có ý kiến thống nhất của tập thể Ban cán sự đảng Chính phủ.
Chủ trì, phối hợp với Bộ Nội vụ báo cáo xin ý kiến Ban cán sự đảng Chính phủ trước khi có văn bản chấp thuận để Hội đồng thành viên bổ nhiệm Tổng giám đốc theo quy định tại điều lệ của doanh nghiệp.
e) Chủ trì, phối hợp với Bộ Kế hoạch và Đầu tư, Bộ Tài chính và các cơ quan có liên quan trình Thủ tướng Chính phủ phê duyệt đề án thành lập doanh nghiệp do Ủy ban quyết định thành lập theo quy định của pháp luật về quản lý, sử dụng vốn nhà nước đầu tư vào sản xuất, kinh doanh tại doanh nghiệp;
g) Chủ trì, phối hợp với Bộ Kế hoạch và Đầu tư, Bộ Tài chính và các cơ quan có liên quan trình Thủ tướng Chính phủ phê duyệt đề án tổng thể sắp xếp, đổi mới doanh nghiệp do Ủy ban làm đại diện chủ sở hữu;
h) Chủ trì, phối hợp với các cơ quan có liên quan trình Thủ tướng Chính phủ quyết định chủ trương chuyển giao vốn nhà nước tại doanh nghiệp giữa Ủy ban và các cơ quan đại diện chủ sở hữu, giữa Ủy ban và doanh nghiệp có chức năng đầu tư và kinh doanh vốn nhà nước.
3. Thực hiện nhiệm vụ và quyền hạn đối với doanh nghiệp do Nhà nước nắm giữ 100% vốn điều lệ giao Ủy ban làm đại diện chủ sở hữu:
a) Quyết định vốn điều lệ khi thành lập và điều chỉnh vốn điều lệ trong quá trình hoạt động của doanh nghiệp, trừ các doanh nghiệp do Thủ tướng Chính phủ quyết định thành lập; thực hiện đầu tư bổ sung vốn điều lệ cho doanh nghiệp theo quy định của pháp luật về quản lý, sử dụng vốn nhà nước đầu tư vào sản xuất, kinh doanh tại doanh nghiệp;
b) Quyết định thành lập, tổ chức lại, chuyển đổi sở hữu, giải thể, yêu cầu phá sản doanh nghiệp theo quy định của pháp luật và theo đề án sắp xếp, đổi mới doanh nghiệp đã được phê duyệt;
c) Ban hành điều lệ, sửa đổi, bổ sung điều lệ của doanh nghiệp, trừ các doanh nghiệp do Thủ tướng Chính phủ quyết định thành lập;
d) Phê duyệt chiến lược, kế hoạch đầu tư phát triển 05 năm, trừ các doanh nghiệp do Thủ tướng Chính phủ quyết định thành lập; phê duyệt, thông qua kế hoạch sản xuất, kinh doanh hằng năm của doanh nghiệp;
đ) Quyết định quy hoạch, bổ nhiệm, bổ nhiệm lại, miễn nhiệm, chấp thuận từ chức, điều động, luân chuyển, khen thưởng, kỷ luật, thôi việc, nghỉ hưu, tiền lương, thù lao, tiền thưởng và quyền lợi khác của Chủ tịch Hội đồng thành viên, thành viên Hội đồng thành viên, Chủ tịch công ty, Kiểm soát viên, Kiểm soát viên tài chính; quyết định quỹ tiền lương, thù lao hằng năm của người quản lý doanh nghiệp, Kiểm soát viên, trừ trường hợp thuộc thẩm quyền quyết định của Thủ tướng Chính phủ;
e) Phê duyệt để Hội đồng thành viên hoặc Chủ tịch công ty quy hoạch, bổ nhiệm, bổ nhiệm lại, miễn nhiệm, chấp thuận từ chức, điều động, luân chuyển, khen thưởng, kỷ luật, thôi việc, nghỉ hưu đối với Tổng giám đốc hoặc Giám đốc doanh nghiệp và các chức danh quản lý khác theo quy định.
Báo cáo xin ý kiến Ban cán sự đảng Chính phủ trước khi có văn bản chấp thuận để Hội đồng thành viên, Chủ tịch công ty bổ nhiệm Tổng giám đốc theo quy định tại điều lệ doanh nghiệp;
g) Phê duyệt để Hội đồng thành viên hoặc Chủ tịch công ty quyết định phương án huy động vốn, dự án đầu tư, xây dựng, mua, bán tài sản cố định, dự án đầu tư ra ngoài doanh nghiệp, dự án đầu tư ra nước ngoài của doanh nghiệp theo quy định của pháp luật về quản lý, sử dụng vốn nhà nước đầu tư vào sản xuất, kinh doanh tại doanh nghiệp và pháp luật có liên quan;
h) Quyết định việc chuyển nhượng vốn đầu tư của doanh nghiệp tại công ty cổ phần, công ty trách nhiệm hữu hạn hai thành viên trở lên trong trường hợp giá trị chuyển nhượng thấp hơn giá trị ghi trên sổ sách kế toán của doanh nghiệp sau khi đã bù trừ dự phòng tổn thất vốn đầu tư;
i) Quyết định chủ trương góp vốn, tăng, giảm vốn góp, chuyển nhượng vốn đầu tư của doanh nghiệp tại công ty cổ phần, công ty trách nhiệm hữu hạn hai thành viên trở lên; quyết định chủ trương tiếp nhận công ty cổ phần, công ty trách nhiệm hữu hạn hai thành viên trở lên thành công ty con, công ty liên kết của doanh nghiệp;
k) Phê duyệt báo cáo tài chính, phương án phân phối lợi nhuận, trích lập các quỹ hằng năm của doanh nghiệp;
l) Giám sát, kiểm tra, thanh tra việc quản lý, sử dụng, bảo toàn và phát triển vốn, thực hiện chiến lược, kế hoạch đầu tư phát triển, việc tuyển dụng lao động, thực hiện chế độ tiền lương, tiền thưởng của doanh nghiệp theo quy định của pháp luật;
m) Đánh giá kết quả hoạt động, hiệu quả hoạt động sản xuất, kinh doanh của doanh nghiệp; đánh giá mức độ hoàn thành nhiệm vụ trong quản lý, điều hành của người quản lý doanh nghiệp, Kiểm soát viên theo quy định của pháp luật.
4. Thực hiện nhiệm vụ và quyền hạn đối với phần vốn nhà nước đầu tư tại công ty cổ phần, công ty trách nhiệm hữu hạn hai thành viên trở lên do Ủy ban làm đại diện chủ sở hữu:
a) Cử, bãi nhiệm, miễn nhiệm, luân chuyển, điều động, biệt phái, khen thưởng, kỷ luật, quyết định tiền lương, phụ cấp trách nhiệm, tiền thưởng và quyền lợi khác của người đại diện phần vốn nhà nước theo quy định của pháp luật;
b) Quyết định theo thẩm quyền việc đầu tư tăng vốn, đầu tư bổ sung vốn nhà nước, chuyển nhượng cổ phần, vốn góp của Nhà nước tại công ty cổ phần, công ty trách nhiệm hữu hạn hai thành viên trở lên;
c) Giám sát việc thu hồi vốn đầu tư, thu lợi nhuận, cổ tức được chia từ công ty cổ phần, công ty trách nhiệm hữu hạn hai thành viên trở lên;
d) Yêu cầu người đại diện phần vốn nhà nước thực hiện những nhiệm vụ theo quy định của pháp luật về quản lý, sử dụng vốn nhà nước đầu tư vào sản xuất, kinh doanh tại doanh nghiệp; có ý kiến kịp thời bằng văn bản đối với những vấn đề thuộc trách nhiệm của người đại diện phải báo cáo, xin ý kiến;
đ) Kiểm tra, giám sát, đánh giá hoạt động của người đại diện phần vốn nhà nước.
5. Đề xuất Bộ Tài chính trình Chính phủ ban hành, sửa đổi, bổ sung Quy chế quản lý tài chính của doanh nghiệp; ban hành, sửa đổi, bổ sung Quy chế quản lý tài chính của doanh nghiệp theo thẩm quyền; phê duyệt để Hội đồng thành viên ban hành Quy chế quản lý tài chính của doanh nghiệp theo thẩm quyền quy định tại điều lệ của doanh nghiệp.
6. Thực hiện các nhiệm vụ, quyền hạn khác liên quan đến chức năng đại diện chủ sở hữu theo quy định của pháp luật và phân công của Chính phủ, Thủ tướng Chính phủ về quản lý, sử dụng vốn nhà nước tại doanh nghiệp.
Thực hiện nhiệm vụ, quyền hạn của cơ quan thuộc Chính phủ theo quy định của pháp luật
1. Đề xuất Chính phủ việc thành lập mới, tổ chức lại, giải thể các tổ chức, đơn vị thuộc cơ cấu tổ chức của Ủy ban.
2. Tổ chức thực hiện công tác đào tạo, bồi dưỡng, tuyển dụng, sử dụng, bổ nhiệm, miễn nhiệm, điều động, luân chuyển, nghỉ hưu, khen thưởng, kỷ luật và các chế độ khác đối với công chức, viên chức, người đại diện chủ sở hữu trực tiếp, người đại diện phần vốn nhà nước tại doanh nghiệp do Ủy ban làm đại diện chủ sở hữu và người lao động thuộc thẩm quyền quản lý theo quy định của pháp luật.
3. Lập dự toán ngân sách nhà nước hằng năm, kế hoạch tài chính - ngân sách nhà nước trung hạn 05 năm, 03 năm của Ủy ban để trình cơ quan nhà nước có thẩm quyền theo quy định của pháp luật. Phối hợp với các cơ quan có liên quan xây dựng cơ chế tài chính, chế độ, tiêu chuẩn, định mức chi ngân sách của Ủy ban trong lĩnh vực được giao. Thực hiện công tác quản lý tài chính, kế toán theo quy định của pháp luật.
4. Kiểm tra việc chấp hành chính sách, pháp luật và nhiệm vụ được giao đối với công chức, viên chức và người lao động thuộc thẩm quyền quản lý; giải quyết khiếu nại, tố cáo theo thẩm quyền; phòng, chống tham nhũng, lãng phí theo quy định của pháp luật.
5. Xây dựng và tổ chức thực hiện các giải pháp nâng cao quản trị doanh nghiệp hiện đại tại các doanh nghiệp do Ủy ban làm đại diện chủ sở hữu.
6. Quyết định các dự án đầu tư thuộc thẩm quyền đầu tư của Ủy ban theo quy định của pháp luật.
7. Thực hiện các hoạt động hợp tác quốc tế theo quy định của pháp luật.
8. Thực hiện các nhiệm vụ, quyền hạn khác theo phân công, giao nhiệm vụ của Chính phủ, Thủ tướng Chính phủ và quy định của pháp luật về cơ quan thuộc Chính phủ.
Trách nhiệm của Ủy ban
1. Chịu trách nhiệm trước Chính phủ, Thủ tướng Chính phủ và trước pháp luật về hiệu quả sử dụng, bảo toàn và gia tăng tổng giá trị danh mục vốn nhà nước đầu tư vào doanh nghiệp được giao quản lý. Tuân thủ quy định của pháp luật về đầu tư, quản lý, sử dụng vốn nhà nước tại doanh nghiệp.
2. Không can thiệp trực tiếp vào hoạt động sản xuất, kinh doanh của doanh nghiệp, hoạt động quản lý, điều hành của người quản lý doanh nghiệp; không quyết định những nội dung thuộc thẩm quyền hợp pháp của Hội đồng thành viên, Chủ tịch công ty, Đại hội cổ đông, Hội đồng quản trị, Tổng giám đốc, Giám đốc doanh nghiệp theo quy định của pháp luật và điều lệ của doanh nghiệp.
3. Công khai, minh bạch trong đầu tư, quản lý, sử dụng vốn nhà nước tại các doanh nghiệp do Ủy ban làm đại diện chủ sở hữu. Thực hiện công khai thông tin về hoạt động đầu tư, quản lý, sử dụng vốn nhà nước tại các doanh nghiệp do Ủy ban làm đại diện chủ sở hữu theo quy định của pháp luật.
4. Thực hiện chế độ báo cáo Chính phủ, Thủ tướng Chính phủ định kỳ theo quy định của pháp luật hoặc đột xuất về việc thực hiện nhiệm vụ được giao.
5. Lập và gửi cơ quan nhà nước có thẩm quyền các báo cáo phục vụ công tác giám sát, kiểm tra, thanh tra đối với Ủy ban trong việc thực hiện mục tiêu, chức năng, nhiệm vụ, quyền hạn được giao; thực hiện các nội dung giám sát, kiểm tra, thanh tra theo quy định của pháp luật.
6. Tổ chức công tác thông tin, tuyên truyền chính sách, chế độ và pháp luật của Nhà nước thuộc chức năng, nhiệm vụ được giao.
7. Giải trình trước cơ quan có thẩm quyền về đầu tư, quản lý, sử dụng vốn nhà nước tại các doanh nghiệp do Ủy ban làm đại diện chủ sở hữu theo phân công của Chính phủ, Thủ tướng Chính phủ.
8. Thực hiện các trách nhiệm khác theo phân công, giao nhiệm vụ của Chính phủ, Thủ tướng Chính phủ và quy định của pháp luật.

## Các doanh nghiệp thuộc quyền sở hữu
Ủy ban được giao quản lý vốn Nhà nước đối với các doanh nghiệp sau:
1. Tổng công ty Đầu tư và Kinh doanh vốn nhà nước (SCIC);
2. Tập đoàn Dầu khí Việt Nam (PVN);
3. Tập đoàn Điện lực Việt Nam (EVN);
4. Tập đoàn Xăng dầu Việt Nam (Petrolimex);
5. Tập đoàn Hóa chất Việt Nam (Vinachem);
6. Tập đoàn Công nghiệp Cao su Việt Nam;
7. Tập đoàn Công nghiệp Than - Khoáng sản Việt Nam;
8. Tập đoàn Bưu chính Viễn thông Việt Nam (VNPT);
9. Tổng công ty Viễn thông MobiFone;
10. Tổng công ty Thuốc lá Việt Nam (Vinataba);
11. Tổng công ty Hàng không Việt Nam (Vietnam Airlines);
12. Tổng công ty Hàng hải Việt Nam (Vinalines);
13. Tổng công ty Đường sắt Việt Nam;
14. Tổng công ty Đầu tư phát triển đường cao tốc Việt Nam VEC;
15. Tổng công ty Cảng hàng không Việt Nam (ACV);
16. Tổng công ty Cà phê Việt Nam;
17. Tổng công ty Lương thực miền Nam (Vinafood2);
18. Tổng công ty Lương thực miền Bắc (Vinafood1);
19. Tổng công ty Lâm nghiệp Việt Nam

## Hoạt động
sau hơn 8 tháng thành lập, Ủy ban Quản lý vốn Nhà nước tại doanh nghiệp đã chuẩn bị những công việc cần thiết để sẵn sàng đi vào hoạt động, tiếp nhận quyền đại diện chủ sở hữu Nhà nước tại 19 doanh nghiệp nhà nước từ tháng 10/2018. Tổng hợp Báo cáo tài chính thời điểm 31/12/2017, giá trị sổ sách vốn chủ sở hữu Nhà nước của 19 tập đoàn, tổng công ty được chuyển giao quyền đại diện chủ sở hữu vốn Nhà nước về Ủy ban là trên 1 triệu tỷ đồng, tổng giá trị tài sản là hơn 2,3 triệu tỷ đồng.

## Ý kiến nhận xét
- Ông Phùng Văn Hùng, Ủy viên Thường trực Ủy ban Kinh tế của Quốc hội cho rằng, "Ủy ban nên tập trung quản lý về vốn chứ không có trách nhiệm, chức năng quản lý nhà nước, do đó sẽ chấm dứt tình trạng "vừa đá bóng, vừa thổi còi" như trước đây ở các Bộ" [6]
- Tiến sĩ Nguyễn Quang A, từng là một nhà kinh doanh ngân hàng, nói từ Hà Nội: "Những nước từng là xã hội chủ nghĩa trước kia, cũng thành lập cơ quan tương tự như ủy ban quản lý vốn nhà nước như thế này, để cai quản toàn bộ tài sản của nhà nước, thu về một mối, tập trung. Cái việc ấy tôi nghĩ là tốt, nhưng đúng là nó có một nguy cơ, bởi vì nó tập trung. Nó tập trung tài sản như thế thì nó trở thành một cơ quan rất nhiều quyền lực về mặt kinh tế. Nếu không được giám sát cẩn thận thì nguy cơ tham nhũng là rất, rất cao." [7]
- Chuyên gia kinh tế Nguyễn Huy Vũ, đang sống là làm việc ở Na Uy cho là: "Trong một cơ chế mà thiếu sự giải trình, thiếu minh bạch, thiếu sự giải trình, chuyện đưa tất cả nguồn vốn tập trung về một nơi cũng không tránh được sự thất thoát. Chuyện thứ hai là tập trung tất cả dự án vào một siêu ủy ban, để siêu ủy ban đó kiểm soát tất cả các nguồn vốn, đó sẽ là một công cụ chính trị cho những người nào nắm giữ quyền kiểm soát ủy ban đó."[7]
- Chuyên gia Huỳnh Bửu Sơn cũng bày tỏ sự lo lắng: "Việc tập trung này thể hiện sự quan tâm của Thủ tướng chính phủ, thì đó là tốt. Tuy nhiên năng lực quản lý của ủy ban đó như thế nào, cũng như cái việc làm thế nào để cho việc quản lý đó vừa hiệu quả vừa minh bạch, trong sạch, thì đây là cần một sự kiểm tra chéo, rồi một sự giám sát thường xuyên của chính phủ đối với ủy ban này." [7]
- Tiến sĩ Nguyễn Quang A cho là Việt Nam nên noi theo mô hình như của Tập đoàn quản lý vốn nhà nước Temasek ở Singapore.Tiến sĩ Vũ Quang Việt phân tích: Temasek Holdings của Singapore, là công ty thuộc nhà nước nhưng độc lập, có toàn quyền với việc mua bán vốn của các công ty có cổ phần nhà nước (kể cả cổ phần 100%) và hiện nay có vốn sở hữu (equity) trên 300 tỷ US. Các công ty phải trả cổ tức, lãi cho Temasek và Temasek cũng phải trả thuế cho chính phủ. Như vậy đánh giá loại công ty Temasek sẽ dễ dàng, dựa trên đánh giá giá trị phần vốn chủ sở hữu của nó, lãi hàng năm và tỷ lệ lãi. Ông đặt câu hỏi đối với "siêu" ủy ban của Việt Nam thì lấy điều gì để đánh giá hiệu năng của nó.[7]
- Ông Nguyễn Huy Vũ giải thích về mô hình Na Uy: "Đó thực chất là một công ty đầu tư chuyên nghiệp, những giám đốc, quản lý công ty là những nhà đầu tư chuyên nghiệp, họ đầu tư ra tất cả các quốc gia khác nhau để cuối cùng là đem về lợi nhuận, phục vụ cho sự phát triển của Na Uy. Họ phải giải trình với chính phủ và với quốc hội. Và điều quan trọng là công ty này là một công ty độc lập và minh bạch, mỗi người dân có thể vào web site của công ty này để theo dõi tình hình kinh doanh của nó." [7]